# Museo di entomologia
Il Centro di entomologia si trova a Piombino, nel cuore del quartiere storico Salivoli.
La raccolta comprende la quasi totalità degli ordini tassonomici degli insecta, chiaramente esposti in una serie di vetrine didattiche. Tra le attrezzature sono disponibili una sala proiezione e una con microscopi stereoscopici e a riflessione. Numerosi sono i pannelli esplicativi.
Il museo è gestito dall'Associazione Microcosmo, che gestisce anche il Parco di Punta Falcone e il museo della batteria navale Galeazzo Sommi Picenardi.
Opera nella stessa struttura anche il Fotoclub "Il Rivellino", che si occupa di organizzare mostre fotografiche sul territorio e sui suoi monumenti. 
Microcosmo ha una sezione bibliografica e un archivio di materiale fotografico e pubblicazioni sulla storia locale, sul paesaggio e la natura del Parco, del Promontorio di Piombino e della Val di Cornia.